# Triesen
Triesen (alemannul Tresa) település Délnyugat-Liechtensteinben a Rajna völgyében. A település két svájci kantonnal is határos, nyugaton Sankt Gallennel, délen pedig Graubündennel. Triesen a székhelye a 2000-ben alapított Liechtensteini Hercegség Társadalomtudományi Egyetemének. Mintegy 5000 lakosával az ország harmadik legnagyobb települése. 

## Triesen számokban
2011-ben 4862 fő lakott a városban. 
- Ebből eredetileg is trieseni lakosok	1750
- Más liechtensteini	1439
- Külföldi	1673

Átlagos hőmérséklet: 10,7 C°.
Levegő átlagos páratartama: 72%.
Átlagos éves csapadékmennyiség: 826 mm.

## Története
A 900-as években jelenik meg először a Trisun név, amely a település első elnevezése lehetett. 1155-ből származik az első írott dokumentum, amiben Triesen neve szerepel. 1378-tól önálló település.
Három természeti tényező befolyásolta a város fejlődését: a Rajna áradásai, a főn és a földcsuszamlások. Az utolsó igazán nagy károkat okozó áradás 1888-ban volt, ezt a problémát gátakkal sikerült megoldani, de továbbra is probléma a másik 2 tényező: jelentős  földcsuszamlások történtek 1910-ben és 1985-ben, valamint 1995-ben és 1913-ban nagy károkat okozó tűzvész pusztított a településen, amelyen a főn (meleg déli szél) miatt nehezen tudtak úrrá lenni.

## Gazdaság
2014 végén több mint 3600 munkahely volt Triesenben, amelyek közül mintegy 1500-at határon át ingázók töltöttek be.  A Swarovski AG körülbelül 670 alkalmazottat foglalkoztat, így a település legnagyobb munkaadója. 
A liechtensteini közszolgálati rádió, a Radio Liechtenstein székhelye is a településen van..

## Látnivalók
- A Szent Gallus-plébániatemplom 1455-ben épült, majd 1994-ben négyszögletes teremtemplommá alakították át. Belül egy fa kazettás mennyezet található 1942-ből. Ma egy késő gótikus faragású szárnyas oltár található a kórusban, amelyet Ludwig von Brandis eredetileg 1492-ben adományozott a Szent Mamerta kápolnának.
- Triesner Oberdorfban található a Szent Mamerta kápolna (vagy Szent Mamertus), amely az ország legrégebbi kápolnája. A 9. vagy a 10. század elején épült. A mai kápolna helyén egykor a trisuni vár - a trisuni nemesek székhelye - állt. A kápolna tornyában még láthatók az elhagyott kastély maradványai a 12. századból.
- A Kosthaus egy munkásház volt, amelyet 1873-ban Hilarius Knobel építész Caspar Jenny pamutgyártó kezdeményezésére épített. Liechtenstein legrégebbi fennmaradt bérházának számít, és hosszú ideig az ország legnagyobb lakóépülete volt. 2006-ban műemlékvédelmi oltalom alá helyezték, mivel az ország számára különleges jelentőségű. A bérházszerű négyemeletes épületben 16, nappalival, konyhával és két hálószobával rendelkező lakás található. Mint szinte az összes munkásház esetében, az önellátásra szolgáló veteményeskert is fontos része volt a létesítménynek. Az épületet 2008-ban teljesen felújították, és 2009 novemberében napköziként nyitották meg.
- Gasometer kulturális központ: A volt pamutszövő malom helyén található, és művészeti kiállítások, tematikus kiállítások, rendezvények és egyéb kulturális tevékenységek programját kínálja a képzőművészet, a zene, a színház, a tánc és az irodalom területén. Triesen község kulturális központja a pamutszövő malom azon részén található, amely magában foglalja a régi gázmérő tornyot is.

## Szabadidő
A településen van uszoda, sportpálya, 28,5×30 m-es gördeszkapálya, futópálya, teniszpálya, tollaslabdapálya, játszótér (grillezővel) és túraösvények.

## Oktatás
A településen óvoda, gyermekmegőrző, iskola, középiskola, zeneiskola és egyetem is van.

## Politika
A település polgármestere 2019 óta Daniela Wellenzohn-Erne (VU).

## Külső hivatkozások
- Triesen város honlapja
- Trieseni egyetem

## Fordítás
Ez a szócikk részben vagy egészben  a   Triesen című német Wikipédia-szócikk fordításán alapul.  Az eredeti cikk szerkesztőit annak laptörténete sorolja fel. Ez a jelzés csupán a megfogalmazás eredetét és a szerzői jogokat jelzi, nem szolgál a cikkben szereplő információk forrásmegjelöléseként.